# WTA de 's-Hertogenbosch
O WTA de 's-Hertogenbosch – ou Libéma Open, atualmente – é um torneio de tênis profissional feminino, de nível WTA 250.
Realizado em Rosmalen, nos Países Baixos, estreou em 1996. Os jogos são disputados em quadras de grama durante o mês de junho.

## Finais

### Simples
| Ano                                                                | Campeã                | Vice-campeã            | Resultado      |
| ------------------------------------------------------------------ | --------------------- | ---------------------- | -------------- |
| 2025                                                               | Elise Mertens         | Elena-Gabriela Ruse    | 6–3, 7–64      |
| 2024                                                               | Liudmila Samsonova    | Bianca Andreescu       | 4–6, 6–3, 7–5  |
| 2023                                                               | Ekaterina Alexandrova | Veronika Kudermetova   | 4–6, 6–4, 7–63 |
| 2022                                                               | Ekaterina Alexandrova | Aryna Sabalenka        | 7–5, 6–0       |
| Torneio não realizado em 2021 e 2020 devido à pandemia de COVID-19 |                       |                        |                |
| 2019                                                               | Alison Riske          | Kiki Bertens           | 0–6, 7–63, 7–5 |
| 2018                                                               | Aleksandra Krunić     | Kirsten Flipkens       | 06–7, 7–5, 6–1 |
| 2017                                                               | Anett Kontaveit       | Natalia Vikhlyantseva  | 6–2, 6–3       |
| 2016                                                               | Coco Vandeweghe       | Kristina Mladenovic    | 7–5, 7–5       |
| 2015                                                               | Camila Giorgi         | Belinda Bencic         | 7–5, 6–3       |
| 2014                                                               | Coco Vandeweghe       | Zheng Jie              | 6–2, 6–4       |
| 2013                                                               | Simona Halep          | Kirsten Flipkens       | 6–4, 6–2       |
| 2012                                                               | Nadia Petrova         | Urszula Radwańska      | 6–4, 6–3       |
| 2011                                                               | Roberta Vinci         | Jelena Dokić           | 76–7, 6–3, 7–5 |
| 2010                                                               | Justine Henin         | Andrea Petkovic        | 3–6, 6–3, 6–4  |
| 2009                                                               | Tamarine Tanasugarn   | Yanina Wickmayer       | 6–3, 7–5       |
| 2008                                                               | Tamarine Tanasugarn   | Dinara Safina          | 7–5, 6–3       |
| 2007                                                               | Anna Chakvetadze      | Jelena Janković        | 7–62, 3–6, 6–3 |
| 2006                                                               | Michaëlla Krajicek    | Dinara Safina          | 6–3, 6–4       |
| 2005                                                               | Klára Koukalová       | Lucie Šafářová         | 3–6, 6–2, 6–2  |
| 2004                                                               | Mary Pierce           | Klára Koukalová        | 7–66, 6–2      |
| 2003                                                               | Kim Clijsters         | Justine Henin-Hardenne | 46–7, 3–0, ab. |
| 2002                                                               | Eleni Daniilidou      | Elena Dementieva       | 3–6, 6–2, 6–3  |
| 2001                                                               | Justine Henin         | Kim Clijsters          | 6–4, 3–6, 6–3  |
| 2000                                                               | Martina Hingis        | Ruxandra Dragomir      | 6–2, 3–0, ab.  |
| 1999                                                               | Kristina Brandi       | Silvija Talaja         | 6–0, 3–6, 6–1  |
| 1998                                                               | Julie Halard-Decugis  | Miriam Oremans         | 6–2, 6–4       |
| 1997                                                               | Ruxandra Dragomir     | Miriam Oremans         | 5–7, 6–2, 6–4  |
| 1996                                                               | Anke Huber            | Helena Suková          | 6–4, 7–6       |

### Duplas
| Ano                                                                | Campeãs                                     | Vice-campeãs                                   | Resultado         |
| ------------------------------------------------------------------ | ------------------------------------------- | ---------------------------------------------- | ----------------- |
| 2025                                                               | Irina Khromacheva Fanny Stollár             | Nicole Melichar-Martinez L Samsonova           | 7–5, 6–3          |
| 2024                                                               | Ingrid Neel Bibiane Schoofs                 | Tereza Mihalíková Olivia Nicholls              | 7–66, 6–3         |
| 2023                                                               | Shuko Aoyama Ena Shibahara                  | Viktória Hrunčáková Tereza Mihalíková          | 6–3, 6–3          |
| 2022                                                               | Ellen Perez Tamara Zidanšek                 | Veronika Kudermetova Elise Mertens             | 6–3, 5–7, [12–10] |
| Torneio não realizado em 2021 e 2020 devido à pandemia de COVID-19 |                                             |                                                |                   |
| 2019                                                               | Shuko Aoyama Aleksandra Krunić              | Lesley Kerkhove Bibiane Schoofs                | 7–5, 6–3          |
| 2018                                                               | Elise Mertens Demi Schuurs                  | Kiki Bertens Kirsten Flipkens                  | 3–3, ab.          |
| 2017                                                               | Dominika Cibulková Kirsten Flipkens         | Kiki Bertens Demi Schuurs                      | 4–6, 6–4, [10–6]  |
| 2016                                                               | Oksana Kalashnikova Yaroslava Shvedova      | Xenia Knoll Aleksandra Krunić                  | 6–1, 6–1          |
| 2015                                                               | Asia Muhammad Laura Siegemund               | Jelena Janković Anastasia Pavlyuchenkova       | 6–3, 7–5          |
| 2014                                                               | Marina Erakovic Arantxa Parra Santonja      | Michaëlla Krajicek Kristina Mladenovic         | 0–6, 7–65, [10–8] |
| 2013                                                               | Irina-Camelia Begu Anabel Medina Garrigues  | Dominika Cibulková Arantxa Parra Santonja      | 4–6, 7–63, [11–9] |
| 2012                                                               | Sara Errani Roberta Vinci                   | Maria Kirilenko Nadia Petrova                  | 6–4, 3–6, [11–9]  |
| 2011                                                               | Barbora Záhlavová-Strýcová Klára Zakopalová | Dominika Cibulková Flavia Pennetta             | 1–6, 6–4, [10–7]  |
| 2010                                                               | Alla Kudryavtseva Anastasia Rodionova       | Vania King Yaroslava Shvedova                  | 3–6, 6–3, [10–8]  |
| 2009                                                               | Sara Errani Flavia Pennetta                 | Michaëlla Krajicek Yanina Wickmayer            | 6–4, 5–7, [13–11] |
| 2008                                                               | Marina Erakovic Michaëlla Krajicek          | Līga Dekmeijere Angelique Kerber               | 6–3, 6–2          |
| 2007                                                               | Chan Yung-jan Chuang Chia-jung              | Anabel Medina Garrigues Virginia Ruano Pascual | 7–5, 6–2          |
| 2006                                                               | Yan Zi Zheng Jie                            | Ana Ivanović Maria Kirilenko                   | 3–6, 6–2, 6–2     |
| 2005                                                               | Anabel Medina Garrigues Dinara Safina       | Iveta Benešová Nuria Llagostera Vives          | 6–4, 2–6, 7–611   |
| 2004                                                               | Lisa McShea Milagros Sequera                | Jelena Kostanić Claudine Schaul                | 7–63, 6–3         |
| 2003                                                               | Elena Dementieva Lina Krasnoroutskaya       | Mary Pierce Nadia Petrova                      | 2–6, 6–3, 6–4     |
| 2002                                                               | Catherine Barclay Martina Müller            | Bianka Lamade Magdalena Maleeva                | 6–4, 7–5          |
| 2001                                                               | Ruxandra Dragomir Ilie Nadia Petrova        | Kim Clijsters Miriam Oremans                   | 7–65, 56–7, 6–4   |
| 2000                                                               | Erika De Lone Nicole Pratt                  | Catherine Barclay Karina Habšudová             | 7–66, 4–3, ab.    |
| 1999                                                               | Silvia Farina Rita Grande                   | Cara Black Kristie Boogert                     | 7–5, 7–62         |
| 1998                                                               | Sabine Appelmans Miriam Oremans             | Cătălina Cristea Eva Melicharová               | 46–7, 7–66, 7–65  |
| 1997                                                               | Eva Melicharová Helena Vildová              | Karina Habšudová Florencia Labat               | 6–3, 7–66         |
| 1996                                                               | Larisa Neiland Brenda Schultz-McCarthy      | Kristie Boogert Helena Suková                  | 6–4, 7–67         |